# Hans Suess
Pour les articles homonymes, voir Suess.
Hans Suess, né le 16 décembre 1909 à Vienne (Autriche) et mort le 20 septembre 1993 à La Jolla (États-Unis), est un spécialiste autrichien puis américain de chimie physique et de physique nucléaire. 
Durant la Seconde Guerre mondiale, il a travaillé sur les potentialités énergétiques de l'atome dans le cadre du « projet Uranium » lancé par les autorités nazies en 1939 et a supervisé la production de l'eau lourde en Norvège. 
Il a émigré aux États-Unis en 1950. 
Il est le fils du géologue autrichien Franz Eduard Suess et donc le  petit-fils du géologue autrichien Eduard Suess.

## Honneurs
L'astéroïde (4991) Hansuess a été nommé en son honneur.